# Norwegian Air International
Norwegian Air International is een dochtermaatschappij van Norwegian, gevestigd in de Ierse hoofdstad Dublin. Het werd opgericht in februari 2014 en heeft de Boeing 737-800 en Boeing 737 MAX 8 met reguliere service in Europa.
Sinds 2017 biedt het ook diensten aan tussen Europa en bestemmingen aan de oostkust van de Verenigde Staten, waaronder New York en Rhode Island. In september 2019 werden de trans-Atlantische vluchten gestaakt vanwege slechte financiële resultaten.

## Vloot
De vloot van Norwegian Air International bestond in april 2020 uit:
| Norwegian Air International (D8) | Norwegian Air International (D8) | Norwegian Air International (D8) | Norwegian Air International (D8) | Norwegian Air International (D8) | Norwegian Air International (D8) | Norwegian Air International (D8) | Norwegian Air International (D8) |
| Vliegtuigtype                    | In Dienst                        | Passagiers                       | Passagiers                       | Passagiers                       |                                  |                                  |                                  |
| Vliegtuigtype                    | In Dienst                        | P                                | E                                | Totaal                           |                                  |                                  |                                  |
| -------------------------------- | -------------------------------- | -------------------------------- | -------------------------------- | -------------------------------- | -------------------------------- | -------------------------------- | -------------------------------- |
| Boeing 737-800                   | 30                               | –                                | 186                              | 186                              |                                  |                                  |                                  |
| Boeing 737 MAX 8                 | 2                                | –                                | 189                              | 189                              |                                  |                                  |                                  |
| Totaal (D8)                      | 32                               | 0                                |                                  |                                  |                                  |                                  |                                  |